# Eparchia di Kozel'sk

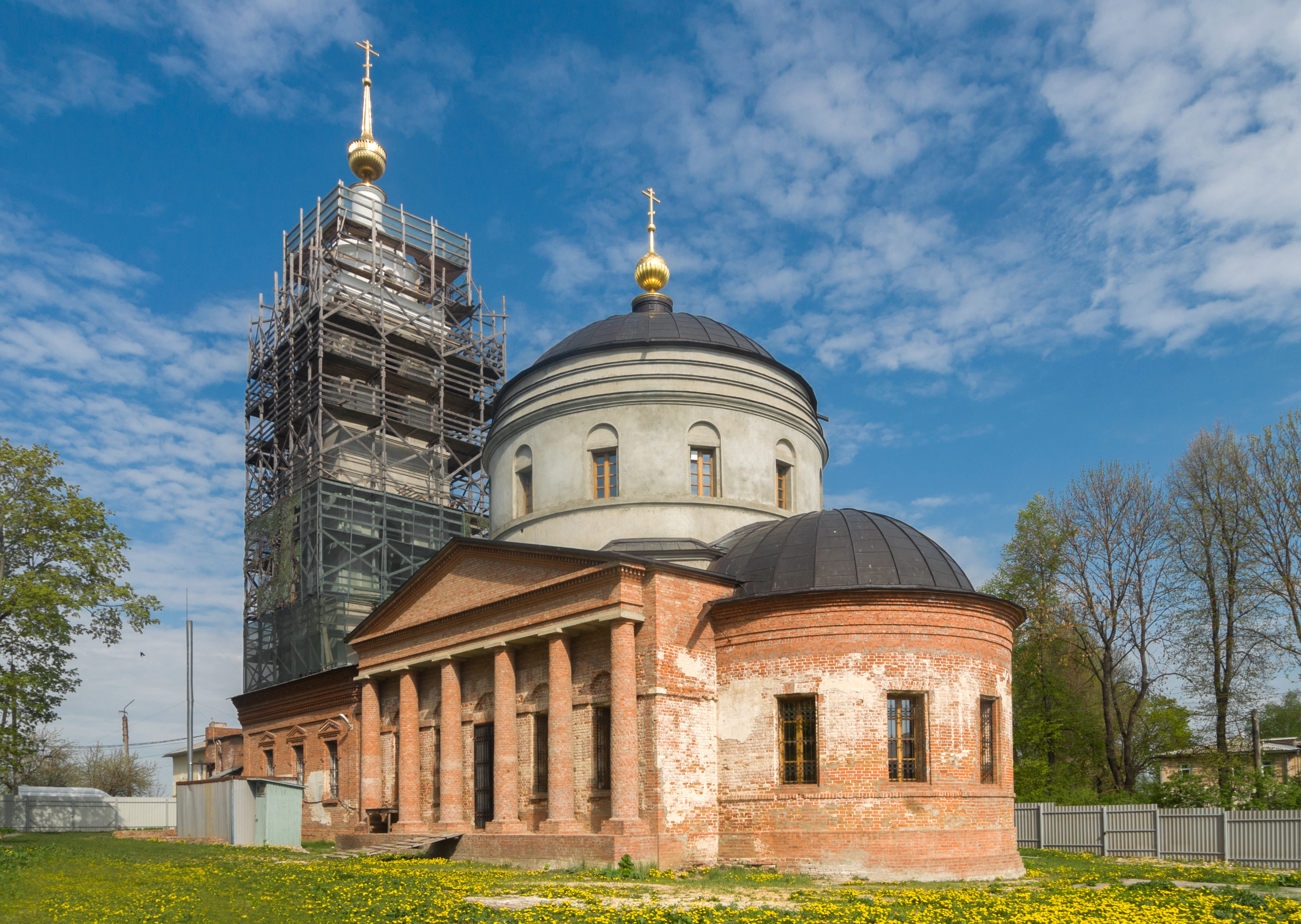
La cattedrale dell'Assunzione di Kozel'sk.

L'eparchia di Kozel'sk (in russo Козельская епархия?) è una diocesi della Chiesa ortodossa russa, appartenente alla metropolia di Kaluga.

## Territorio
L'eparchia comprende i rajon Duminičskij, Žizdrinskij, Kozel'skij, Ljudinovskij, Suchiničskij, Ul'janovskij e Chvastovičskij nell'oblast' di Kaluga nel circondario federale centrale.
Sede eparchiale è la città di Kozel'sk, dove si trova la cattedrale dell'Assunzione.
L'eparca ha il titolo ufficiale di «eparca di Kozel'sk e Ljudinovo».

## Storia
L'eparchia è stata eretta dal Santo Sinodo della Chiesa ortodossa russa il 2 ottobre 2013, ricavandone il territorio dall'eparchia di Kaluga.